# Agrupación Independiente Cendea de Cizur
Agrupación Independiente Cendea de Cizur es una agrupación de electores que se presentó en la localidad de la Cendea de Cizur, en la circunscripción electoral de (Navarra).
Actualmente ostenta la alcaldía de Cendea de Cizur, y los pueblos y concejos que la componen con mayoría absoluta, obteniendo en las elecciones de 2007, 7 de los 11 concejales que representan al municipio.
La capital del municipio está en la localidad de Gazólaz,